# Francesco Stelluti

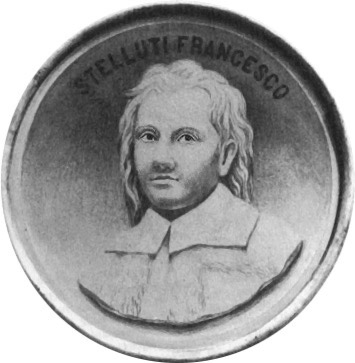
Francesco Stelluti

Francesco Stelluti (* 1577 in Fabriano; † November 1652 ebenda) war ein italienischer Naturforscher. Er arbeitete auf den Gebieten der Mathematik, Mikroskopie, Literatur und Astronomie. Zusammen mit Federico Cesi und Johannes Van Heeck alias Johannes Eck gründete er 1603 die Accademia dei Lincei. Eine Zeichnung von ihm aus dem Jahre 1630 gilt als älteste Zeichnung, die mit Hilfe eines Mikroskops angefertigt wurde.

## Leben
Francesco Stelluti war ein Sohn des Ehepaares Bernardino Stelluti und Lucrezia Corradini. Als Angehörige der Oberschicht von Fabriano sahen die Eltern eine Juristenlaufbahn für ihren Sohn vor, weshalb Francesco Stelluti gegen Ende des 16. Jahrhunderts nach Rom zog, um dort zu studieren. In Rom lernte er Federico Cesi und Johannes Eck kennen. 1603 gründete er mit ihnen die Accademia dei Lincei. Als Mitglied der Akademie nannte er sich Tardigradus; sein Zeichen war der Planet Saturn. Beides deutet darauf hin, dass er eher ein Helfer als ein Initiator war und seine geistige Wendigkeit als geringer eingeschätzt wurde als die Cesis und Ecks. Er lehrte an der Accademia Mathematik und Astronomie, musste aber bereits 1604 Rom verlassen und in seine Heimatstadt zurückgehen. Danach begab er sich an den Fürstenhof in Parma. Dorthin kam auch Eck, nachdem er im Oktober 1605 von Reisen zurückgekehrt war. Eck hatte eine Schmetterlingssammlung mitgebracht, anhand derer Stelluti die Illustrationen zu einer Klassifikation der Schmetterlinge schuf. Dies war der Beginn seiner Beschäftigung mit der Entomologie.
1608 oder 1609 kehrten Eck und Stelluti nach Rom zurück. 1610 kam Galileos Sidereus nuncius heraus. Stellutis anfängliche Zurückhaltung gegenüber diesem Werk und seinem Schöpfer wich bald rückhaltloser Bewunderung. Teile eines Briefwechsels Stellutis mit Galileo sind erhalten geblieben; sie enthalten allerdings, abgesehen von wenigen Erwähnungen teleskopischer Beobachtungen, keine Fachdiskussionen.
Im Jahr 1612 wurde Stelluti zum Geschäftsführer der Accademia gewählt. In dieser Eigenschaft hatte er auch mit der Veröffentlichung von Galileos Istoria e dimostrazioni intorno alle macchie solari und Il Saggiatore zu tun. Für beide Bücher schrieb er Einleitungen in Versform.

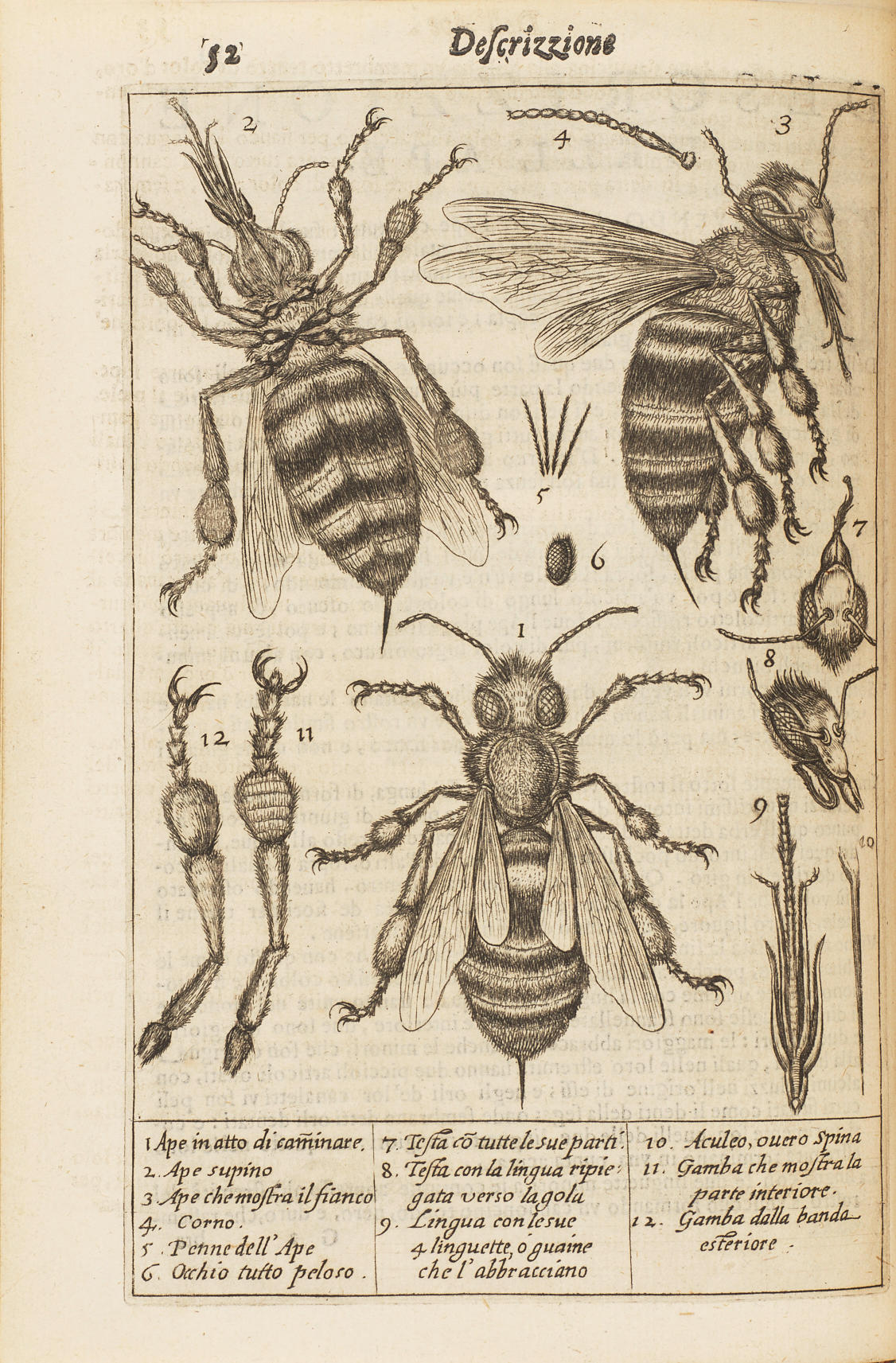
Die älteste überlieferte Zeichnung, die mit Hilfe eines Mikroskops angefertigt wurde: Bienen. Francesco Stelluti, 1630

Die ersten mikroskopischen Beobachtungen, die publiziert werden sollten, machte Stelluti im Jahr 1625. Wahrscheinlich verwendete er dafür ein Instrument, das Galilei im Jahr zuvor an Cesi geschickt hatte. Dieser arbeitete damals an einer Enzyklopädie, die er dem Kardinal Francesco Barberini widmen wollte, um dessen Unterstützung für die Accademia zu gewinnen. Eine Abhandlung über die Bienen sollte vorab publiziert werden. Auf dem Frontispiz dieses Apiariums wurden Detailbilder von Bienen in zehnfacher Vergrößerung abgedruckt.
1630 kam Stellutis kommentierte Übersetzung der Satiren des Persius heraus. Eingefügt war – anlässlich einer Erwähnung der Stadt Arezzo, woher die Barberinis stammen sollten, – eine Descrizzione dell'ape, also eine Beschreibung von Bienen. Die Illustrationen hierzu, in Holzschnitttechnik gedruckt, entstammten dem von Cesi publizierten Apiarium, zeigten die Objekte allerdings nur in sechsfacher Vergrößerung. In zehnfacher Vergrößerung war ein Kornkäfer dargestellt, einzelne Details sogar in zwanzigfacher Vergrößerung.
Nach dem Tod Cesis 1630 geriet die Accademia in Schwierigkeiten. Stelluti versuchte Kardinal Barberini als Gönner zu gewinnen, der der Accademia aber wenig Unterstützung zukommen ließ.
1637 kamen Stellutis synoptische Bilder zu Portas De humana physiognomia heraus, ferner veröffentlichte er 1637 Darstellung zu fossilen Holzfunden aus der Gegend von Todi, die deutliche Einflüsse Cesis zeigt. Cesi hatte angenommen, zwischen Metallen und Pflanzen seien sogenannte Metallophyten anzusiedeln. Stelluti selbst hatte zunächst der Ansicht zugeneigt, es handle sich einfach um versteinertes Holz, sich dann aber Cesis Theorie angeschlossen.
1651 kam die Beschreibung der Flora und Fauna Mexikos heraus. Dieses Werk enthielt auch Cesis taxonomisches System, für das Stelluti eine Einleitung schrieb. Damit endeten die Aktivitäten der ersten Accademia dei Lincei.
Seine späten Jahre verbrachte Stelluti wohl hauptsächlich damit, Cesis Witwe in den Wechselfällen ihres Lebens beizustehen.